# IMSA LS Group Performance

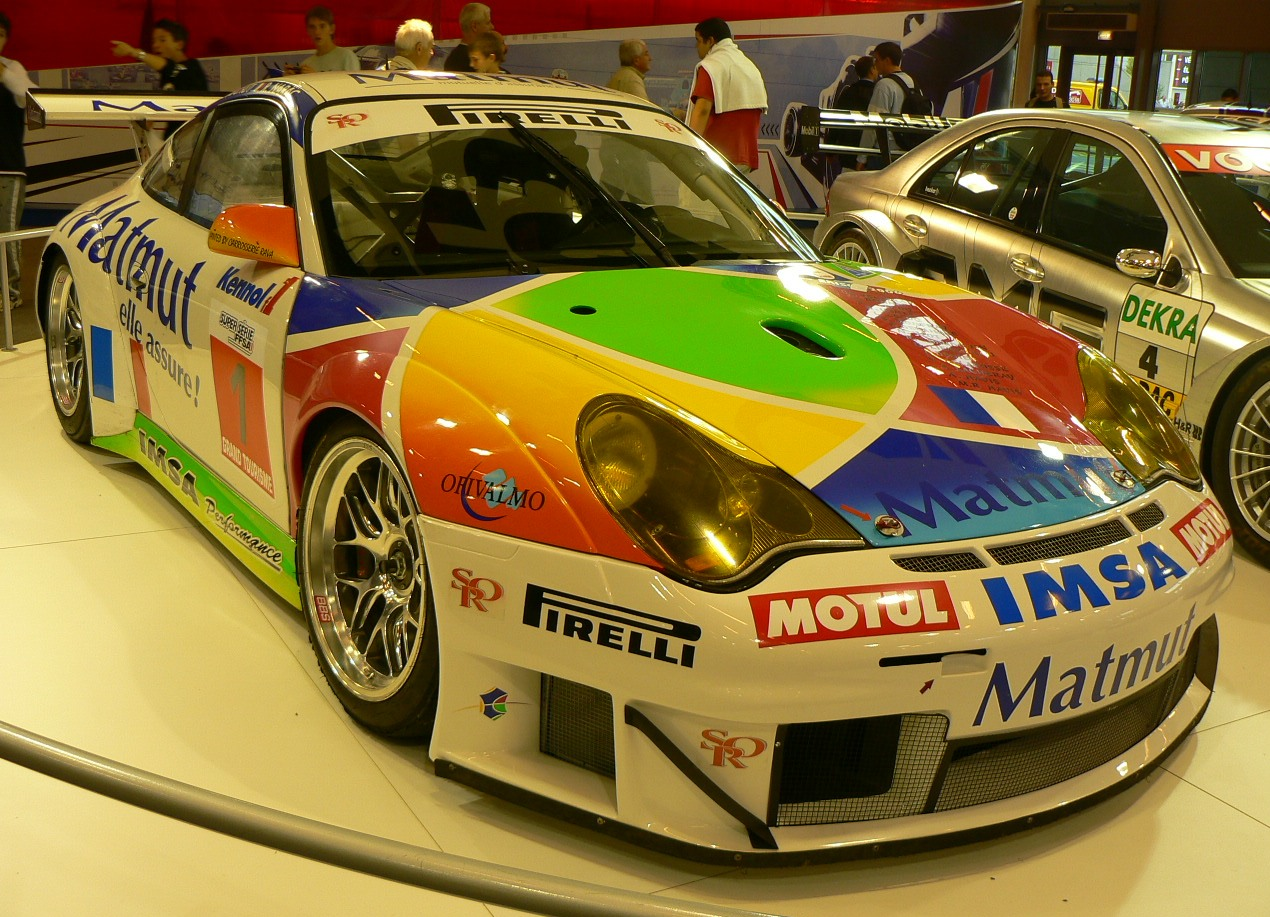
Au Mondial de l'Automobile de Paris 2006.

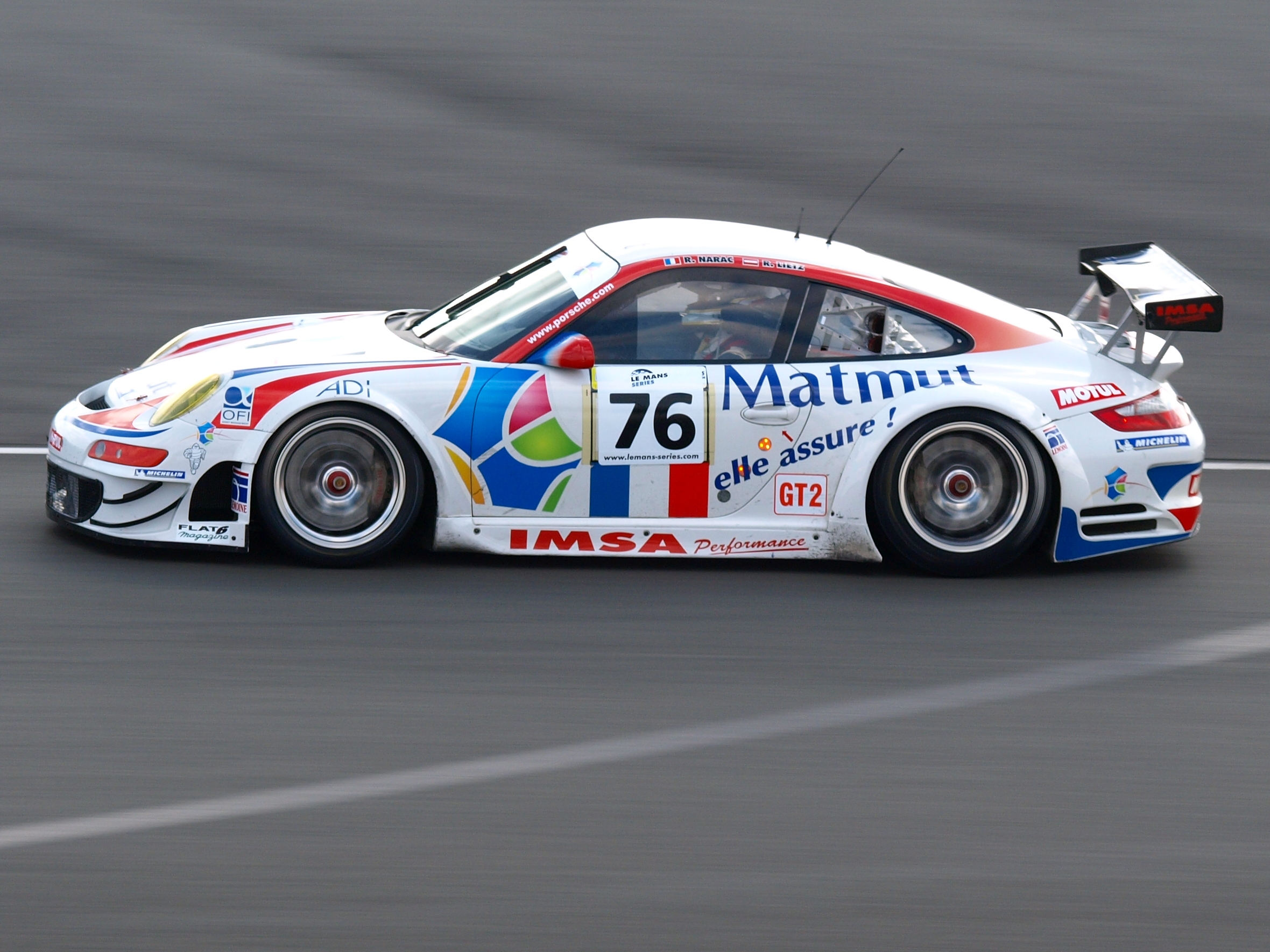
La Porsche 911 GT3 RSR (997) en 2008.

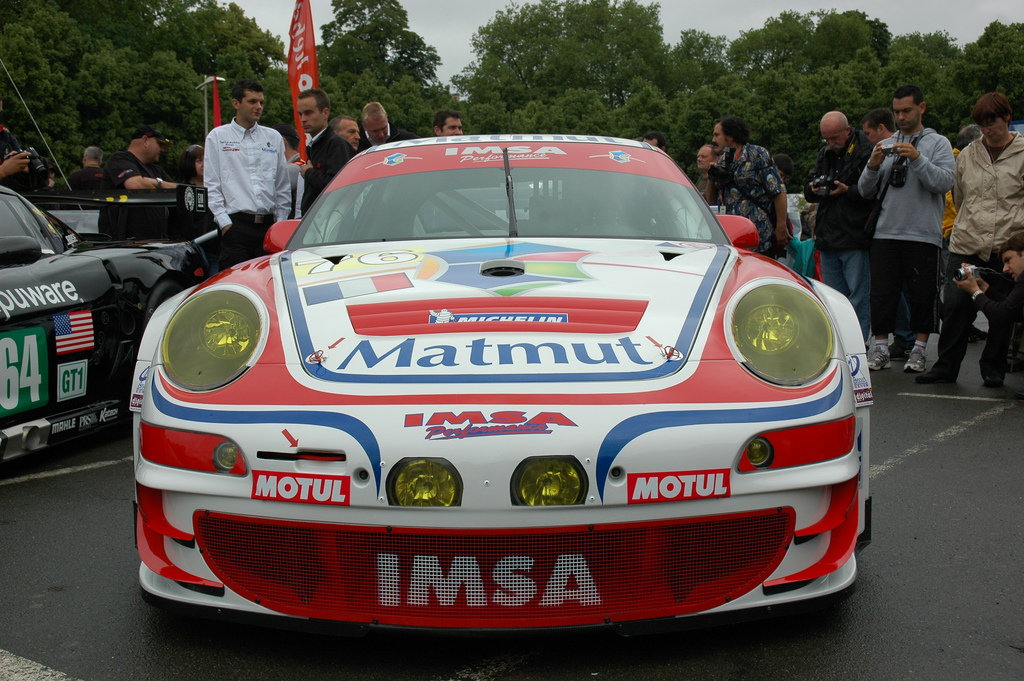
Aux 24 Heures du Mans 2009.

Schumacher IMSA, anciennement IMSA Performance puis IMSA LS Group Performance, est une écurie française de sport automobile fondée par Raymond Narac en 2001, et basée à Saint-Jean-du-Cardonnay en Normandie. 

## Historique
Concessionnaire Porsche à Rouen, Raymond Narac est lié à la marque de Zuffenhausen depuis plus de 20 ans. 
Son écurie participe ou a participé au Championnat de France FFSA GT, au Championnat VdeV, au championnat International GT Open, aux Le Mans Series et aux 24 Heures du Mans. 
En 2013, elle s'engage en Championnat du monde d'endurance FIA. Elle termine à la première position au Mans dans la catégorie GTE Am et finit troisième du championnat.
Le 30 septembre 2022, LS Group reprend l'écurie IMSA performace ainsi que les Centres Porsche Normandie et le Centre Porsche Classic Rouen. L'ensemble est renommé IMSA LS Group Performance.
En septembre 2023, l'écurie remporte les 24 Heures de Barcelone.
En 2024, l'écurie change de positionnement et de nom pour s'appeler Schumacher IMSA. Elle se concentre désormais sur l'accompagnement de gentlemen drivers dans leurs parcours en sport automobile, en participant notamment au Porsche Sprint Challenge France, ainsi qu'au championnat historique organisé par Peter Auto.

## Palmarès
- Porsche Carrera Cup France
  - Champion par équipe en 2007 avec Sébastien Dumez et Renaud Derlot

- Championnat de France FFSA GT
  - Champion dans la catégorie GT2 en 2005 avec Sébastien Dumez et Raymond Narac
  - Champion dans la catégorie GT2 en 2006 avec Michel Lecourt et Raymond Narac
  - Champion dans la catégorie GT2 en 2007 avec Michel Lecourt et Richard Balandras
  - Champion dans la catégorie GT2 en 2008 avec Raymond Narac
  - Champion en 2014 avec Raymond Narac et Nicolas Armindo

- Championnat VdeV
  - Vainqueur du Challenge endurance GT en 2010 avec Pascal Gibon et Christophe Bourret[4]
  - Vainqueur du Challenge endurance GT en 2011 avec Anthony Pons[5]
  - Vainqueur du Challenge endurance GT en 2012 avec Patrice Milesi[6]

- 24 Heures de Dubaï
  - Vainqueur en 2010 avec Marco Holzer, Patrick Pilet et Raymond Narac

- 24 Heures de Spa
  - Vainqueur de la Coupe d'Europe GT2 en 2010 en plaçant les deux voitures aux 2e et 6e places[7]
  - Vainqueur de la catégorie Pro-Am Cup aux 24 Heures de Spa 2016 avec Thierry Cornac, Maxime Jousse, Raymond Narac et Patrick Pilet
- International GT Open
  - Vice-champion par équipe en 2009
  - 6 victoires en 2009 à Spa, Donington (2), Barcelone (2) et Portimão avec Patrick Pilet et Raymond Narac
  - 4 victoires en 2010 au Nürburgring, à Magny-Cours, Brands Hatch et Monza avec Patrick Pilet et Raymond Narac

- Le Mans Series / European Le Mans Series
  - Champion dans la catégorie GTE Am en 2012 avec Nicolas Armindo, Raymond Narac et Anthony Pons
  - Champion dans la catégorie GTE Am en 2011 avec Nicolas Armindo et Raymond Narac
  - 4 victoires de catégorie en 2011 aux 1 000 kilomètres de Spa, 6 Heures de Silverstone, 6 Heures d'Imola et 6 Heures d'Estoril avec Nicolas Armindo et Raymond Narac

- 24 Heures du Mans
  - Vainqueur de la catégorie GT2 aux 24 Heures du Mans 2007 avec Richard Lietz, Patrick Long et Raymond Narac
  - Vainqueur de la catégorie GTE Am aux 24 Heures du Mans 2013 avec Jean-Karl Vernay, Christophe Bourret et Raymond Narac

- Championnat du monde d'endurance FIA
  - Victoire dans la catégorie GTE Am aux 6 Heures de Spa 2012 avec Anthony Pons, Nicolas Armindo et Raymond Narac
- 24 Heures de Barcelone
  - Victoire au classement général en septembre 2023

## Résultats en Championnat du monde d'endurance FIA
| Saison | Écurie                  | Châssis                   | Moteur               | Pneus    | Numéro | Courses | Courses | Courses | Courses | Courses | Courses | Courses | Courses | Points inscrits | Classement |
| Saison | Écurie                  | Châssis                   | Moteur               | Pneus    | Numéro | 1       | 2       | 3       | 4       | 5       | 6       | 7       | 8       | Points inscrits | Classement |
| ------ | ----------------------- | ------------------------- | -------------------- | -------- | ------ | ------- | ------- | ------- | ------- | ------- | ------- | ------- | ------- | --------------- | ---------- |
| 2013   | IMSA Performance Matmut | Porsche 911 GT3 RSR (997) | Porsche 4.0 L Flat-6 | Michelin | 76     | SIL     | SPA     | LMS     | SÃO     | CDA     | FUJ     | SHA     | BHR     | 122             | 3e         |
| 2013   | IMSA Performance Matmut | Porsche 911 GT3 RSR (997) | Porsche 4.0 L Flat-6 | Michelin | 76     | 7e      | 6e      | 1er     | 4e      | 3e      | 5e      | 2e      | 6e      | 122             | 3e         |

## Pilotes et anciens pilotes
- Nicolas Armindo
- Christophe Bourret
- Pascal Gibon
- Wolf Henzler
- Marco Holzer
- Richard Lietz
- Patrick Long
- Raymond Narac
- Patrick Pilet
- Anthony Pons
- Jean-Karl Vernay